# Torrell Martin
Torrell Martin (ur. 13 lutego 1985) – amerykański koszykarz. Jego naturalna pozycja to niski skrzydłowy, może również występować jako rzucający obrońca. Mierzący 196 cm koszykarz jest wychowankiem uczelni Winthrop, z którą to grał w akademickiej lidze NCAA. Pierwszym jego zawodowym klubem jest Śląsk Wrocław (sezon 2007/2008).

## Przebieg kariery
- 2003–2007 Winthrop Eagles (NCAA)
- 2007–2008 Śląsk Wrocław
- 2008–2009 Kepez Bld Antalya (Turcja) / Kavala/Panorama (Grecja)